# 暁を泳いで
『暁を泳いで』（あかつきをおよいで）は、天野花のフル・アルバムである。2021年6月23日にLAVAFLOW RECORDSより発売された。規格品番はDQC-1652。
天野の全国デビュー・フル・アルバムと位置づけられた作品。

## 背景
『暁を泳いで』は、コロナ禍の中で作られたアルバムで、収録曲のほとんどはその中での日々を書いた楽曲となっている。
本作に収録の全11曲のうち4曲のプロデュースを深沼元昭が手がけており、演奏では藤田顕も参加している。天野は「深沼さんにはどういう気持ちで曲を書いたか、どういう楽器を使って欲しいかとかを伝えて、お話ししながら作ってもらったんですけど、私が抽象的に言うイメージをそのまま抽出して、曲が一番良くなるようにアレンジしてくれた」と語っている。

## 評価
本作について『Player』誌の北村和孝は、「深沼元昭がプロデュース。その相棒といえる藤田顕らも参加しており、R&B、ソフトロック、オルタナカントリ、ダンサブルロックなど飽きさせないサウンドで楽しませてくれる」と評している。

## 収録曲
| 全作詞・作曲: 天野花。 |                      |           |            |                          |      |
| #                      | タイトル             | 作詞      | 作曲・編曲 | サウンド・プロデューサー | 時間 |
| 1.                     | 「群青」             | 天野花    | 天野花     | 深沼元昭                 | 4:21 |
| 2.                     | 「幻」               | 天野花    | 天野花     | 深沼元昭                 | 3:55 |
| 3.                     | 「えくぼ」           | 天野花    | 天野花     | 深沼元昭                 | 4:19 |
| 4.                     | 「サプライズ」       | 天野花    | 天野花     |                          | 3:32 |
| 5.                     | 「アイノケモノ」     | 天野花    | 天野花     | カメダタク               | 4:32 |
| 6.                     | 「girlfriend」       | 天野花    | 天野花     | en_Taira                 | 4:54 |
| 7.                     | 「crisis」           | 天野花    | 天野花     |                          | 4:02 |
| 8.                     | 「尊」               | 天野花    | 天野花     | 深沼元昭                 | 3:56 |
| 9.                     | 「ワンルーム呼吸器」 | 天野花    | 天野花     | en_Taira                 | 2:59 |
| 10.                    | 「暁を泳いで」       | 天野花    | 天野花     | カメダタク               | 3:21 |
| 11.                    | 「freesia」          | 天野花    | 天野花     |                          | 5:05 |
| 合計時間:              | 合計時間:            | 合計時間: | 44:56      |                          |      |

## 曲の解説
1. 群青
元々は1stアルバム『透明なブルー』の収録曲。
5月26日にミュージック・ビデオが公開され、先行配信が開始された[6]。ミュージック・ビデオの監督は小嶋貴之が務めた[7]。
2. 幻
楽曲のアレンジは深沼によるもので、天野は「曲のイメージが湧かなくて、1人で体操座りをして歌う姿しか浮かばないと言ったんですけど、深沼さんの力でこうなった」と語っている[4]。
『Player』誌の北村和孝は、「ボーカルアプローチといい、極めて独創的なものが生まれている」と評している[1]。
3. えくぼ
弾き語りによる楽曲[4]。
4. サプライズ
5. アイノケモノ
ダンサブルな楽曲[4]。
6. girlfriend
7. crisis
8. 尊
9. ワンルーム呼吸器
10. 暁を泳いで
本作の表題曲[4]。
1回目の緊急事態宣言が発令されてから2〜3か月あたりに睡眠障害になって眠れなくなったことがきっかけとなっており、天野は「薬を処方してもらっても全然眠れなくて。その頃引っ越しをしたんです。窓から日が昇るのが見えて、朝日を見て安心して眠れるようになった。その風景をみんなに見せたいなと思ってその印象を歌にして、眠れない人がいたら聴いて欲しいなと思って書いた」と語っている[4]。
11. freesia

## 参加ミュージシャン・スタッフ
※出典
- Vocal, Background Vocal, A.Guitar（M-1,2,3,4,7,8,10,11）[8] : 天野花
- E.Guitar, Programming, Mixing Engineer : 深沼元昭（M-1,2,3,8）
- E.Guitar : 藤田顕（M-4,7,11）
- Drums : 岩中英明（M-4,7,11）
- Bass : えらめぐみ（M-4,7,11）
- Keyboard, Programming : カメダタク（M-5,10）
- Programming（M-7,11）[8], Mixing Engineer（M-6,9） : en_Taira
- Piano : おかじま沙予（M-6,9）
- Mixing Engineer : 岡本司（M-4,5,7,10,11）
- Mastering Engineer : 木村健太郎